# Туюксу (ледник)
Туюксу (каз. Тұйықсу — непроточная вода, стоячая вода) — центральный, долинный ледник в Казахстане, находится на северном склоне хребта Заилийского Алатау, в верховьях реки Малая Алматинка, расположен с юга на север у подножия одноимённого перевала, в центре группы ледников (Киши-Алматы), состоящей из 10 глетчеров, которые образуют подковообразный цирк.

## Особенности
Длина открытой части равна 3,5 км, ширина в районе цирка 1,5 км, в нижней части (язык ледника) 0,3-0,4 км, площадь открытого льда 3,1 км². Средняя высота снеговой линии в период 1973—1983 годов была равна 3040 м. Открытый конец ледника спускается до 3400 м. Толщина льда Туюксу в среднем равна 50 м, с максимумом до 100 м. Объём льда по состоянию на 1983 год около 150 млн м³. Боковые морены, соединяясь с конечной мореной, создали гигантский вал высотой около 300 м, который перегородил долину реки Малая Алматинка и затруднил доступ к леднику. Значительная часть ледника 1, 4 км находится под этой мореной. В среднем на 10 м в год ледник сокращается (отступает), в результате между конечной мореной и языком ледника летом из талых вод образуется значительное озеро.

## Изучение
1902 год открытие и описание ледника С. Е. Дмитриевым.
1905 год определение высоты снеговой линии на отметке 3680 м над уровнем моря.
1916 год В. Д. Городецкий сделал первые фотографии ледника.
В 1922, 1923 и 1926 годах состоялись экспедиции Н. Н. Пальгова в район Туюксу.
1937—1938 гг — Две экспедиции под руководством Г. Р. Юнусова. Нанесение ледников на план, проведение наблюдений за таянием и движением.
В 1968 году открыта метеостанция Туюксу-2.
В 1971 году были построены 2 деревянных домика для возобновления круглогодичных наблюдений за ледником.
В начале 1990-х годов исследования ледника практически прекратились из за отсутствия финансирования.

## Ускоренное таяние ледника
С 1958 года по сегодняшний день Туюксу потерял около 57 млн кубометров льда. Если раньше он достигал в длину четырёх километров, то теперь составляет всего два км. Ледник стремительно тает, так как температура воздуха в горах ежегодно повышается в среднем на 2 градуса. Учёные полагают, что ледник Туюксу, имеющий огромное значение для всей Центральной Азии, прекратит своё существование к 2050 году, и в этой связи в регионе начнётся острая нехватка пресной воды и засуха.